# Rural Retreat
Rural Retreat é uma cidade  localizada no estado norte-americano de Virginia, no Condado de Wythe.

## Demografia
Segundo o censo norte-americano de 2000, a sua população era de 1350 habitantes.
Em 2006, foi estimada uma população de 1356, um aumento de 6 (0.4%).

## Geografia
De acordo com o United States Census Bureau tem uma área de
5,8 km², dos quais 5,8 km² cobertos por terra e 0,0 km² cobertos por água. Rural Retreat localiza-se a aproximadamente 740 m acima do nível do mar.

## Localidades na vizinhança
O diagrama seguinte representa as localidades num raio de 28 km ao redor de Rural Retreat.